# Miralem Sulejmani
Miralem Sulejmani (født 5. december 1988 i Beograd, Jugoslavien) er en serbisk fodboldspiller, der spiller som offensiv midtbanespiller hos Young Boys i Schweiz. Han har tidligere repræsenteret FK Partizan, Heerenveen, Ajax og Benfica.

## Landshold
Sulejmani står (pr. april 2018) noteret for 20 kampe og ét mål for Serbiens landshold, som han debuterede for den 6. februar 2008 i en venskabskamp mod Makedonien.